# Batu Pahat
Batu Pahat (en malayo: Bandar Penggaram) es una localidad de Malasia, en el estado de Johor. Según el censo de 2010, tiene una población de 209 461 habitantes.
Está ubicada a 8 m sobre el nivel del mar. 